# Gabriel de Grammont
Gabriel de Grammont (Guascogna, 1486 – Balma, 26 marzo 1534) è stato un arcivescovo cattolico e cardinale francese.

## Biografia

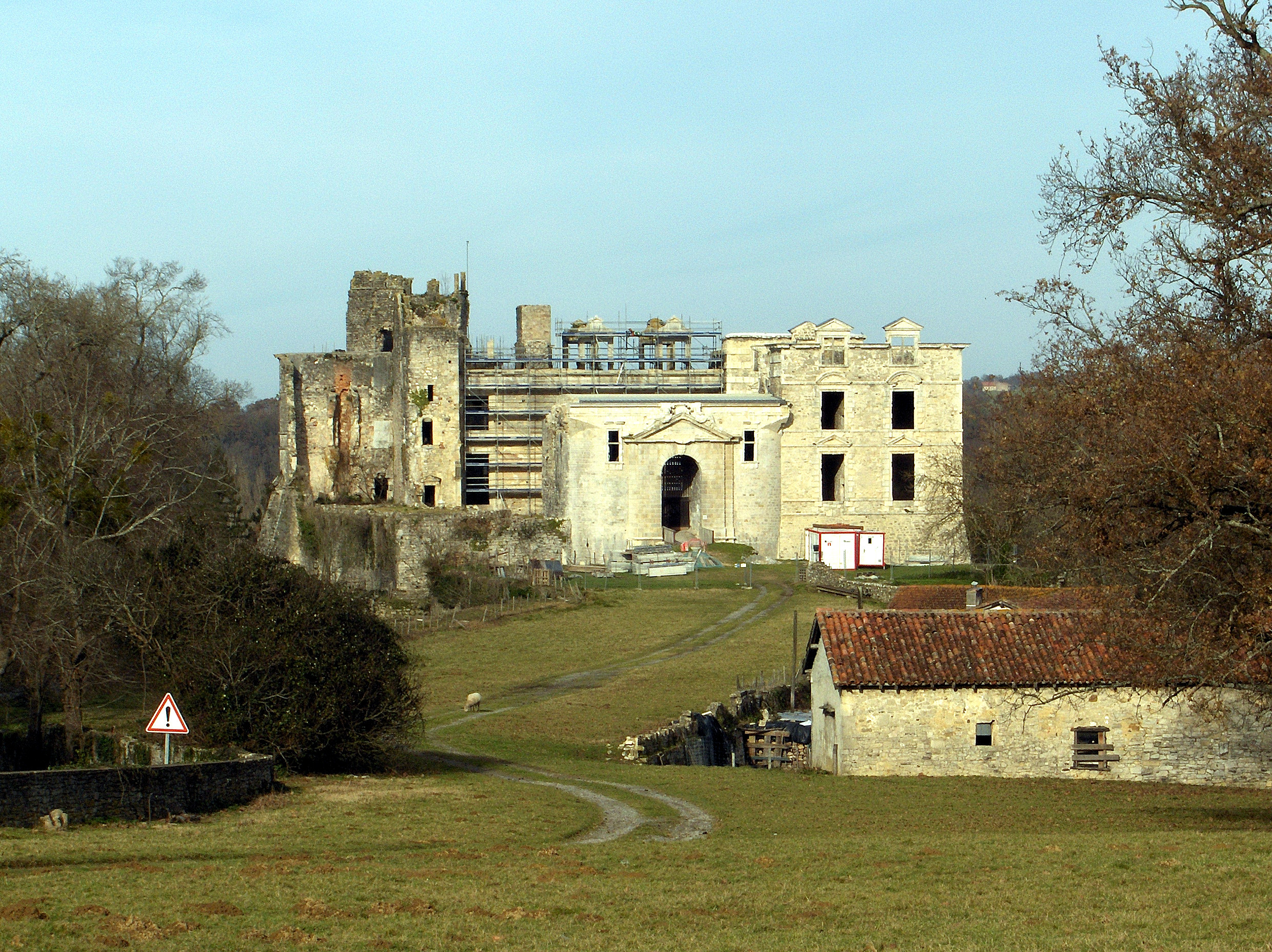
Resti del castello di Bidache

Nato in Guascogna nel 1486, era figlio di Roger de Gramont, signeur di Bidache, e di Eléonore de Béarn. Suo fratello Charles de Gramont, O.S.A., divenne arcivescovo di Bordeaux.
Avviato alla carriera ecclesiastica fin dalla più tenera età, ebbe una educazione molto raffinata, tanto da essere
Il 28 aprile 1523 fu nominato vescovo di Couserans; il 19 settembre 1524 fu trasferito alla sede Tarbes e mantenne la sede fino alla sua morte. Fu Maître des suppliques del re Francesco I di Francia. Fu uno degli ambasciatori francesi che la regina reggente inviò in Spagna per ottenere la liberazione del re. L'anno successivo ritornò in Spagna e l'imperatore Carlo V lo arrestò in rappresaglia per la creazione della lega di Cognac, formata dal re francese e dal re Enrico VIII d'Inghilterra; l'imperatore lo liberò dopo che vennero arrestati anche gli ambasciatori imperiali alle corti di Francia e Inghilterra.
Ritornato in Francia, nel 1526 fu inviato come ambasciatore in Inghilterra per tentare di bloccare il matrimonio del re inglese con Caterina d'Aragona e propose al re inglese la mano di Margherita d'Orléans, vedova del duca Carlo d'Alençon. In seguito fu ambasciatore francese a Roma per ottenere dal papa l'esenzione temporanea dalla clausola del concordato, che escludeva dalla nomina reale alcuni particolari privilegi.
Il 14 luglio 1529 fu eletto arcivescovo di Bordeaux su proposta del capitolo della cattedrale, scelta che fu confermata dal papa il 24 settembre 1529. Il 9 marzo 1530 si dimise dal governo episcopale in favore del fratello Charles. Fu nunzio apostolico in Francia nel dicembre 1529.
Nel concistoro dell'8 giugno 1530 fu creato cardinale presbitero e il 22 giugno successivo la berretta con il titolo di San Giovanni a Porta Latina. Il 9 gennaio 1531 optò per il titolo di Santa Cecilia. Su proposta del re di Francia, il 13 gennaio 1532 divenne arcivescovo di Poitiers, carica che mantenne fino alla morte. Nel 1533 negoziò il matrimonio del duca di Orléans, futuro re Enrico II di Francia, con Caterina de' Medici, nipote di papa Clemente VII; in questa occasione convinse il papa ad andare a Marsiglia per incontrare il re di Francia il 1º agosto 1533. Il 17 ottobre 1533 fu nominato arcivescovo di Tolosa e occupò la cattedra fino alla sua morte.
Morì il 26 marzo 1534 nel castello di Balma, nei pressi di Tolosa, a causa di una infezione intestinale. Il corpo fu trasferito a Bidache e fu sepolto nella chiesa e nella stessa tomba dei suoi antenati.